# Dana Pyritz
Dana Pyritz (Kühlungsborn, RDA, 31 de agosto de 1970) es una deportista alemana que compitió en remo. Su hermana Anja compitió en el mismo deporte.
Participó en dos Juegos Olímpicos de Verano, obteniendo una medalla de bronce en Barcelona 1992, en la prueba de ocho con timonel, y el octavo lugar en Atlanta 1996, en la misma prueba.
Ganó seis medallas en el Campeonato Mundial de Remo entre los años 1993 y 2003.

## Palmarés internacional
| Juegos Olímpicos   | Juegos Olímpicos              | Juegos Olímpicos  | Juegos Olímpicos   |
| Año                | Lugar                         | Medalla           | Prueba             |
| ------------------ | ----------------------------- | ----------------- | ------------------ |
| 1992               | Barcelona (España)            | Medalla de bronce | Ocho con timonel   |
| Campeonato Mundial |                               |                   |                    |
| Año                | Lugar                         | Medalla           | Prueba             |
| 1993               | Račice (República Checa)      | Medalla de bronce | Ocho con timonel   |
| 1994               | Indianápolis (Estados Unidos) | Medalla de oro    | Ocho con timonel   |
| 1995               | Tampere (Finlandia)           | Medalla de plata  | Cuatro sin timonel |
| 2001               | Lucerna (Suiza)               | Medalla de bronce | Ocho con timonel   |
| 2002               | Sevilla (España)              | Medalla de bronce | Ocho con timonel   |
| 2003               | Milán (Italia)                | Medalla de bronce | Cuatro sin timonel |